# Taraniwka
Taraniwka (ukr. Таранівка) – wieś na Ukrainie, w obwodzie charkowskim, w rejonie czuhujewskim. W 2001 liczyła 5085 mieszkańców, wśród których 4679 wskazało jako ojczysty język ukraiński, 390 rosyjski, 7 mołdawski, 4 białoruski, 2 niemiecki, 2 inny, a 1 osoba się nie zadeklarowała.

## Urodzeni
- Wasilij Pustowojt